# Haringey Borough FC
Haringey Borough FC (celým názvem: Haringey Borough Football Club) je anglický fotbalový klub, který sídlí v severním Londýně. Založen byl v roce 1907 pod názvem Tufnell Park FC. Od sezóny 2018/19 hraje v Isthmian League Premier Division (7. nejvyšší soutěž). Klubové barvy jsou modrá a žlutá.
Své domácí zápasy odehrává na stadionu Coles Park s kapacitou 2 500 diváků.

## Historické názvy
Zdroj: 
- 1907 – Tufnell Park FC (Tufnell Park Football Club)
- 1950 – fúze s Edmonton Borough FC ⇒ Tufnell Park Edmonton FC (Tufnell Park Edmonton Football Club)
- 1960 – Edmonton FC (Edmonton Football Club)
- 1973 – fúze s Wood Green Town FC ⇒ Edmonton & Haringey FC (Edmonton & Haringey Football Club)
- 1976 – Haringey Borough FC (Haringey Borough Football Club)
- 1995 – Tufnell Park FC (Tufnell Park Football Club)
- 1996 – Haringey Borough FC (Haringey Borough Football Club)

## Získané trofeje
- London Senior Cup ( 3× )
  - 1912/13, 1923/24, 1990/91

## Úspěchy v domácích pohárech
Zdroj: 
- FA Cup
  - 6. předkolo: 1921/22
- FA Amateur Cup
  - Finále: 1919/20
- FA Trophy
  - 1. kolo: 2017/18
- FA Vase
  - Čtvrtfinále: 1977/78

## Umístění v jednotlivých sezonách
Stručný přehled
Zdroj: 
- 1910–1912: Spartan League
- 1912–1914: Athenian League
- 1919–1952: Isthmian League
- 1952–1954: Spartan League
- 1954–1963: Delphian League
- 1963–1970: Athenian League (Division Two)
- 1970–1977: Athenian League (Division One)
- 1977–1984: Athenian League
- 1984–1988: Isthmian League (Second Division North)
- 1989–1997: Spartan League (Premier Division)
- 1997–1998: Spartan South Midlands League (Premier Division North)
- 1998–2007: Spartan South Midlands League (Premier Division)
- 2007–2008: Spartan South Midlands League (Division One)
- 2008–2013: Spartan South Midlands League (Premier Division)
- 2013–2015: Essex Senior League
- 2015–2018: Isthmian League (Division One North)
- 2018–2024: Isthmian League (Premier Division)

Jednotlivé ročníky
Zdroj: 
Legenda: Z – zápasy, V – výhry, R – remízy, P – porážky, VG – vstřelené góly, OG – obdržené góly, +/- – rozdíl skóre, B – body, červené podbarvení – sestup, zelené podbarvení – postup, fialové podbarvení – reorganizace, změna skupiny či soutěže
| Sezóny  | Liga                                             | Úroveň | Z  | V  | R  | P  | VG  | OG | +/- | B   | Pozice |
| ------- | ------------------------------------------------ | ------ | -- | -- | -- | -- | --- | -- | --- | --- | ------ |
| 2009/10 | Spartan South Midlands League (Premier Division) | 9      | 42 | 13 | 7  | 22 | 67  | 84 | -17 | 46  | 15.    |
| 2010/11 | Spartan South Midlands League (Premier Division) | 9      | 44 | 19 | 10 | 15 | 80  | 67 | +13 | 67  | 8.     |
| 2011/12 | Spartan South Midlands League (Premier Division) | 9      | 42 | 24 | 7  | 11 | 103 | 68 | +35 | 79  | 5.     |
| 2012/13 | Spartan South Midlands League (Premier Division) | 9      | 42 | 18 | 9  | 15 | 75  | 55 | +20 | 63  | 9.     |
| 2013/14 | Essex Senior League                              | 9      | 38 | 29 | 4  | 5  | 103 | 31 | +72 | 91  | 2.     |
| 2014/15 | Essex Senior League                              | 9      | 38 | 34 | 1  | 3  | 129 | 30 | +99 | 103 | 1.     |
| 2015/16 | Isthmian League (Division One North)             | 8      | 46 | 12 | 14 | 20 | 61  | 76 | -15 | 50  | 15.    |
| 2016/17 | Isthmian League (Division One North)             | 8      | 46 | 24 | 7  | 15 | 107 | 74 | +33 | 79  | 5.     |
| 2017/18 | Isthmian League (Division One North)             | 8      | 46 | 27 | 8  | 11 | 84  | 49 | +35 | 89  | 4.     |
| 2018/19 | Isthmian League (Premier Division)               | 7      | 42 | 21 | 8  | 13 | 73  | 54 | +19 | 71  | 3.     |
| 2019/20 | Isthmian League (Premier Division)               | 7      | 30 | 11 | 6  | 13 | 44  | 47 | -3  | 39  | 15.    |
| 2020/21 | Isthmian League (Premier Division)               | 7      | 8  | 4  | 0  | 4  | 13  | 13 | 0   | 12  | 11.    |
| 2021/22 | Isthmian League (Premier Division)               | 7      | 42 | 9  | 15 | 18 | 57  | 81 | -24 | 42  | 17.    |
| 2022/23 | Isthmian League (Premier Division)               | 7      | 42 | 13 | 12 | 17 | 67  | 75 | -8  | 51  | 15.    |
| 2023/24 | Isthmian League (Premier Division)               | 7      | 42 | 6  | 9  | 27 | 32  | 88 | -56 | 27  | 20.    |